# Юнона (космічний апарат)
Юнона (англ. Juno, також Jupiter Polar Orbiter) — космічний зонд, створений НАСА в рамках програми New Frontiers (другий проект цієї програми) для дослідження Юпітера. 5 серпня 2011 року НАСА запустило «Юнону» у відкритий космос із метою надалі вивести апарат на орбіту Юпітера. Оскільки основне завдання міжпланетного космічного зонда полягає в дослідженні магнітного поля Юпітера, природи його полярного сяйва, обумовленого потоком заряджених частинок із супутника Юпітера Іо, то орбіта «Юнони» пролягатиме над магнітними полюсами планети. Серед інших цілей цієї місії — перевірка гіпотези про наявність у Юпітера твердого ядра шляхом вимірювання варіацій гравітаційного поля планети, дослідження атмосфери планети — визначення вмісту в ній води та аміаку, а також вивчення її турбулентності та постійних ураганів на кшталт Великої червоної плями. «Юнона» стала першим космічним апаратом, що зробив світлини північного та південного полюсів Юпітера. Попереднім космічним місіям не вдавалося сфотографувати полюси Юпітера, також це неможливо зробити із Землі.
Космічний зонд названо на честь персонажа римської міфології богині Юнони, дружини Юпітера. За легендою, Юпітер часто напускав хмари навколо себе, щоб приховати заподіяну ним шкоду. І лише дружина Юнона могла бачити крізь ці хмари всі таємниці Юпітера.

## Проектування й підготовка
У червні 2005 року місія перебувала в стадії попереднього проектування. Будівництво апарата здійснювала компанія Lockheed Martin Space Systems під управлінням Лабораторії реактивного руху НАСА. Голова директорату наукових програм НАСА Алан Штерн у травні 2007 р. заявив, що в 2008 фінансовому році буде закінчено фазу попереднього проектування і досягнуто стану готовності проекту до реалізації.

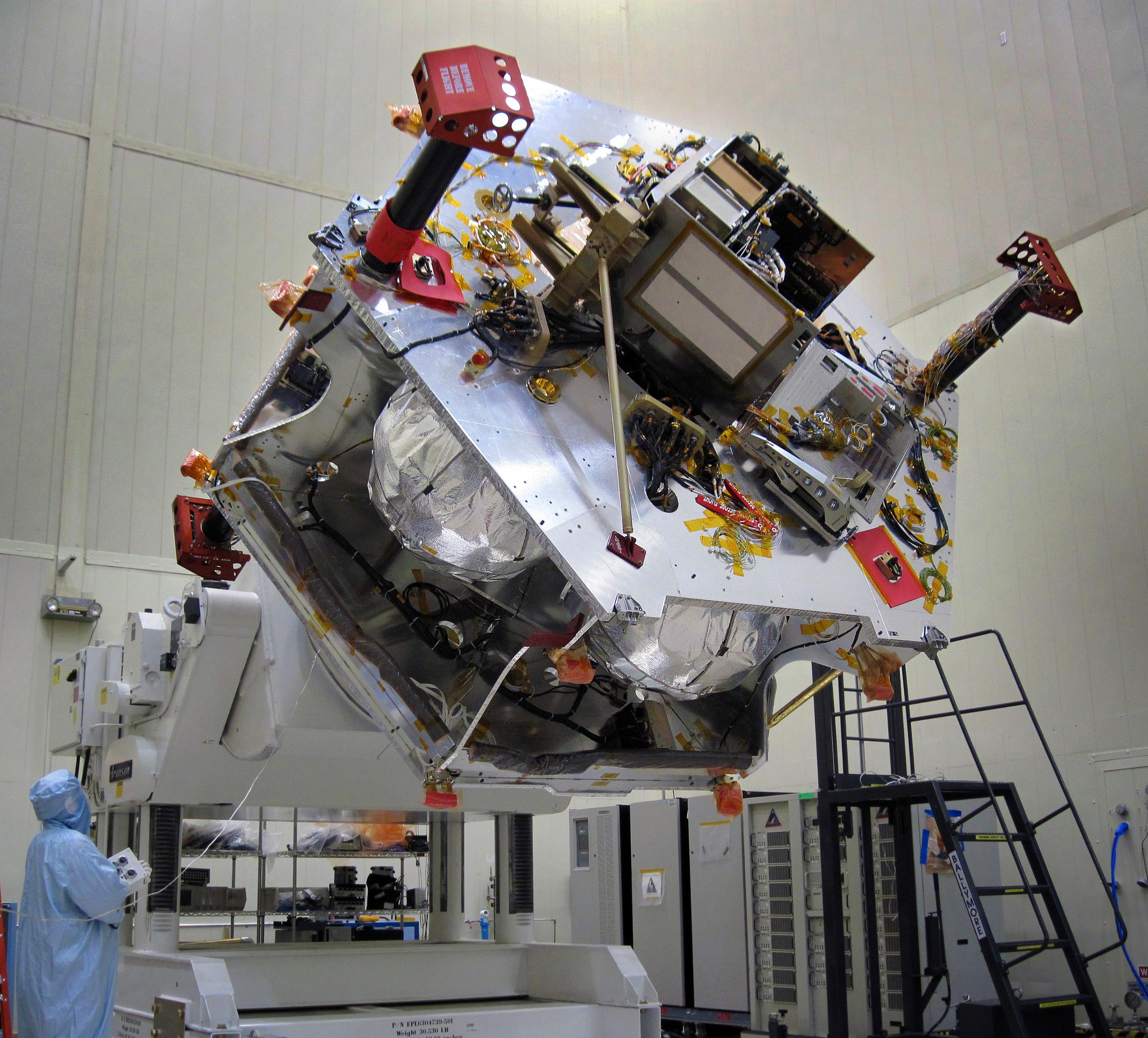
«Юнона» на стадії конструювання: тести на обертальному стенді

У процесі робіт час розробки деяких компонентів «Юнони» було подовжено, порівняно із запланованими термінами. Однією з причин затримки став землетрус у Центральній Італії 2009 року, який завдав пошкодження заводу, який виготовляв компоненти АМС.
13 березня 2011 р. на випробувальному стенді Lockheed Martin Space Systems «Юнона» успішно пройшла двотижневі температурні випробування у вакуумній камері.

### Вартість
На початковому етапі проектування, у 2005 році, планувалося, що вартість місії не перевищить 700 млн дол. США за умови, що запуск буде здійснено не пізніше 30 червня 2010 року Однак згодом суму витрат було збільшено. У грудні 2008 року було заявлено, що з огляду на інфляцію і перенесення запуску на серпень 2011 року, загальний бюджет місії дещо перевищить 1 млрд дол.

## Місія

Інфографіка НАСА, що ілюструє особливості роботи космічного апарата в умовах підвищеної радіації

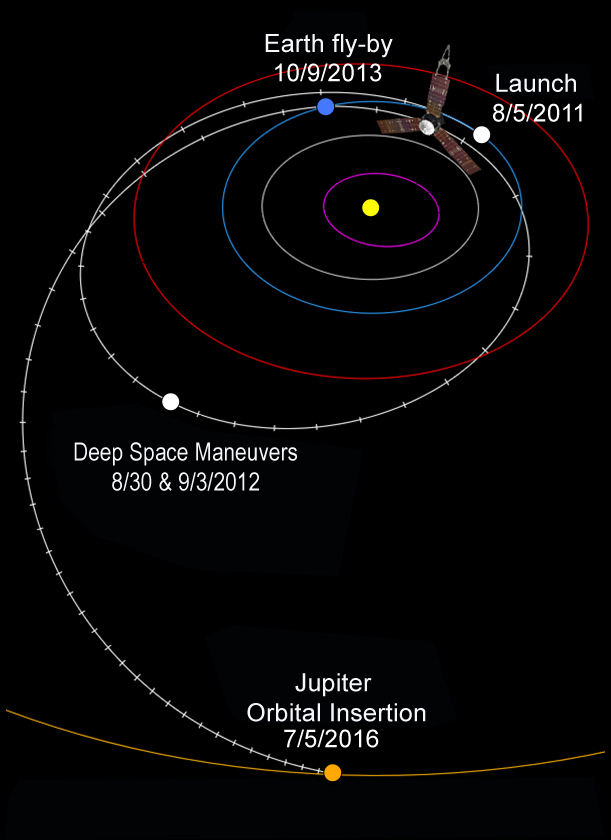
Орбітальна траєкторія «Юнони», засічки проставлені з інтервалом у 30 діб

НАСА запустило «Юнону» з метою надалі вивести апарат на орбіту Юпітера. Було заплановано спрямувати зонд на витягнуту полярну орбіту з періодом обертання близько 11 діб, із максимальним наближенням до планети менше 5000 км. Планувалося, що протягом 20 місяців апарат здійснить 37 обертів навколо газового гіганта, збираючи дані за допомогою дев'яти приладів, серед яких НВЧ-радіометр, магнітометр, детектор часток, спектрографи і камера. Оскільки основне завдання автоматичної міжпланетної станції полягає в дослідженні магнітного поля Юпітера, природи його полярного сяйва, що обумовлене потоком заряджених частинок з супутника Юпітера Іо, то орбіта «Юнони» пролягатиме над магнітними полюсами планети. Завершення місії передбачалося у лютому 2018 року шляхом виведення апарата з орбіти.
Серед інших цілей цієї місії:
- дослідження внутрішньої будови гіганта, розподілу маси в його надрах, перевірка гіпотези наявності у Юпітера твердого ядра шляхом вимірювання варіацій гравітаційного поля планети, визначення складу цього ядра;
- дослідження атмосфери планети — визначення в ній вмісту води та аміаку (ці величини допоможуть вченим скорегувати теорію формування планет);
- вивчення турбулентності атмосфери та постійних ураганів на кшалт Великої червоної плями.

На борту в космос вирушили не лише наукові прилади, а й кілька незвичайних предметів. Так, на борту «Юнони» було три фігурки «Лего»: Юпітера, Юнони і Галілея. Окрім того, на апарат наклеєно табличку із зображенням самого вченого.
В історії НАСА це є 9-та місія з вивчення Юпітера. «Юнона» — це 2-га місія НАСА з так званої програми «Нові межі» (New Frontiers). Першу місію запущено 2006 року до Плутона, і вона успішно досягла мети в 2015 році.

### Завдання та інструменти

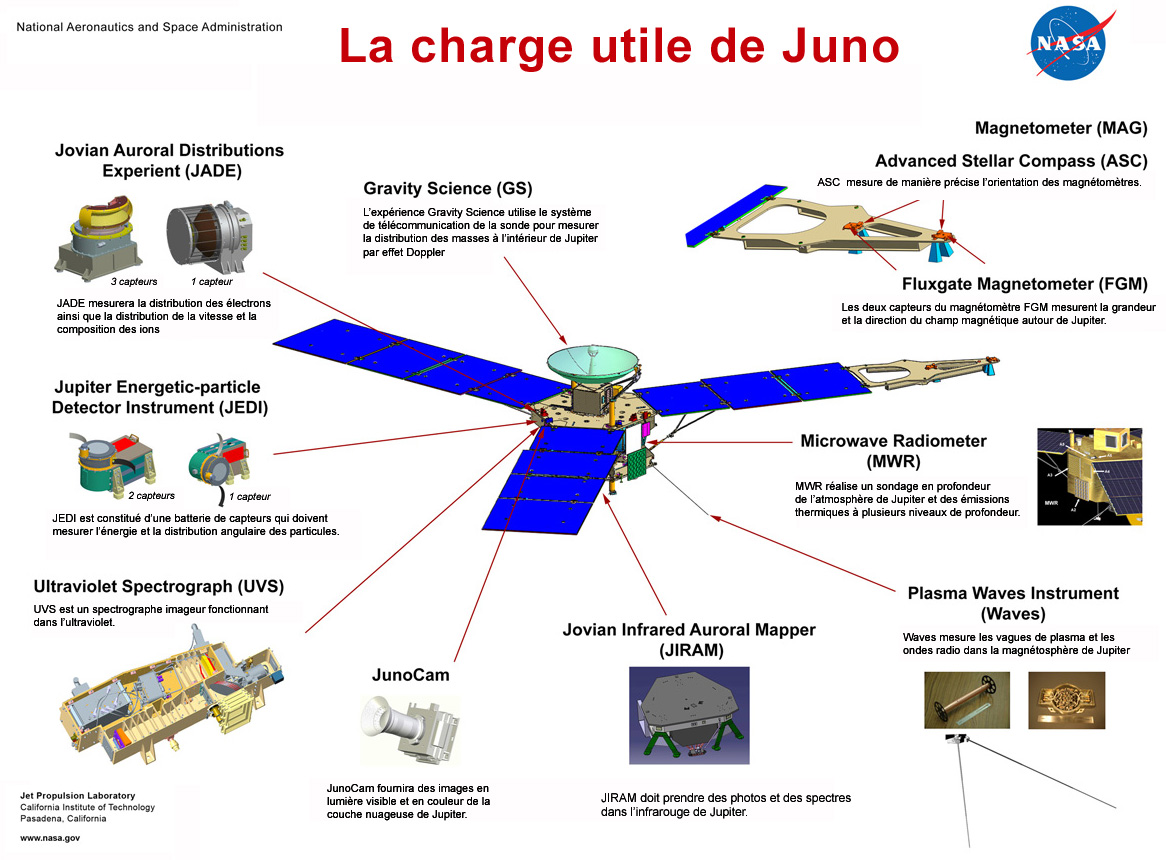
Обладнання «Юнони»

#### Структура атмосфери
MWR (Microwave Radiometer) — мікрохвильовий радіометр, який фіксує випромінювання з довжиною хвилі 1,3—50 см, складається з шести окремих радіометрів. Основна мета — дослідження глибоких шарів атмосфери Юпітера шляхом вимірювання теплового випромінювання з його надр. MWR має допомогти відповісти на питання, як формувався Юпітер, а також про те, наскільки глибоко відбувається циркуляція атмосфери, виявлена космічним апаратом «Галілео». Радіометр досліджує кількість аміаку і води в атмосфері.

#### Магнітне поле
Дослідження магнітного поля включає в себе наступні три напрямки: проведення картографії (мапування) магнітного поля, визначення динаміки внутрішніх шарів Юпітера, рух яких генерує спостережувану конфігурацію магнітного поля планети, і реконструкція трьох вимірної структури магнітосфери Юпітера безпосередньо на та біля його магнітних полюсів. Згідно із зазначеними цілями борт Юнони обладнано наступними приладами:
- Flux Gate Magnetometer (FGM) — вимірює напруженість на напрямок магнітного поля безпосередньо на самій станції. За його допомогою можна проводити картографію трьохвимірної структури магнітного поля в міріу обертання «Юнони» орбітою навколо Юпітера.
- Scalar Helium Magnetometer (SHM) — вимірює напруженість на напрямок магнітного поля на окремих ділянках видимої поверхні планети використовуючи залежність поглинання поляризованого інфрачервоного світла збудженими іонами гелію від конфігурації оточуючого магнітного поля[10].
- Advanced Stellar Compass (ASC) — прилад для визначення орієнтації станції по відношенню до віддалених зір.

#### Програма дослідження магнітосфери на полюсах
Полярне сяйво на ділянці магнітних полюсів Юпітера має природу, відмінну від земного полярного сяйва[джерело?]. Лінії магнітного поля Юпітера замикаються на лінії магнітного поля його супутника Іо, відомого також своєю вулканічною активністю. Електрично заряджені частинки, що викидаються з надр Іо внаслідок вулканічної діяльності, захоплюються магнітним полем і перекочовують на магнітні полюси Юпітера. Саме ці заряджені частинки, спочатку прискорені магнітним полем між супутником та планетою, гальмуються поблизу магнітних полюсів планети й спричиняють видиме полярне сяйво Юпітера. Щоб дослідити цей унікальний механізм, співробітники НАСА обладнали «Юнону» такими спеціалізованими приладами:

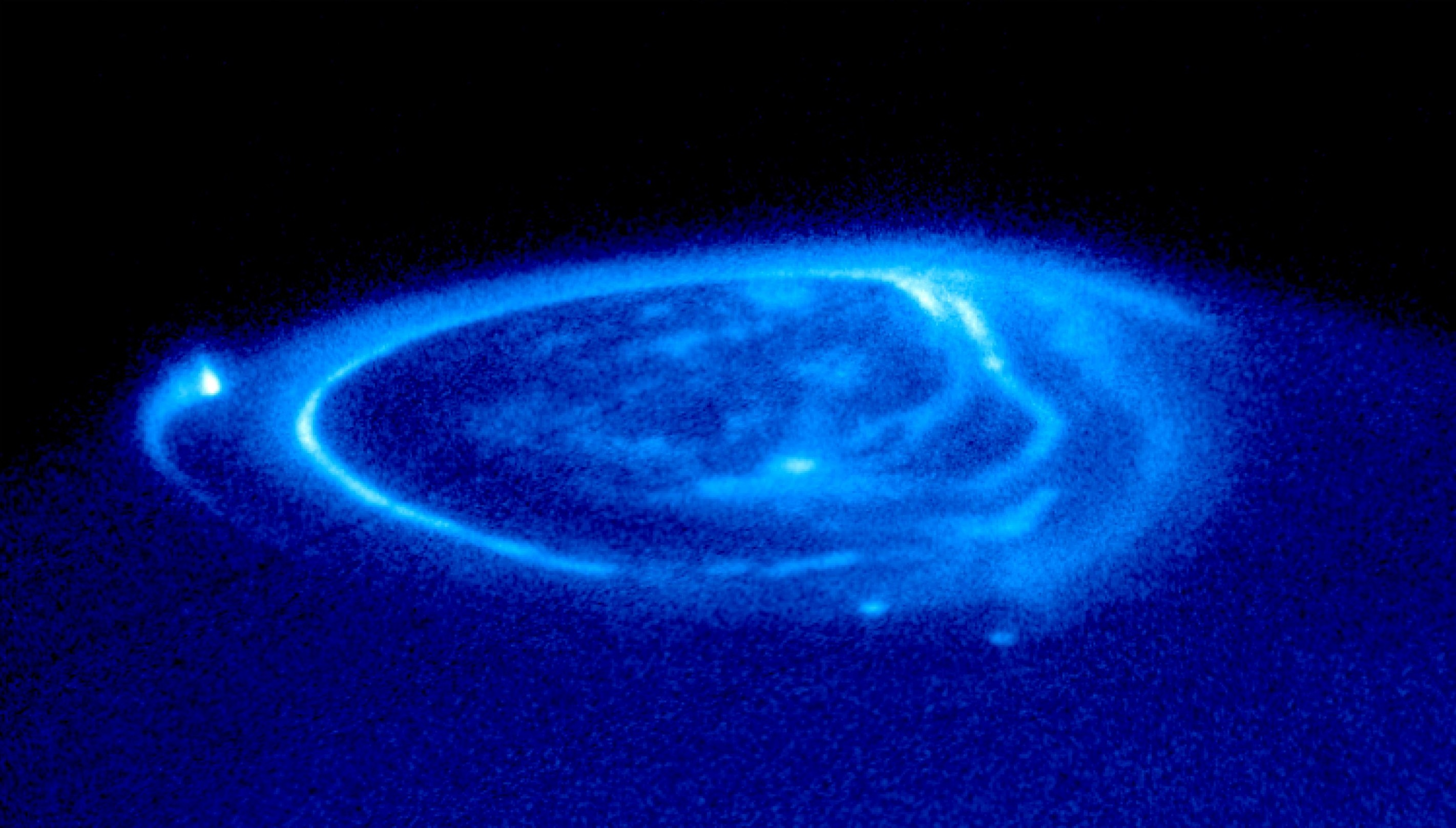
Світлина полярного сяйва на магнітному полюсі Юпітера відзнята космічним телескопом Габбл в ультрафіолетових променях.

- Jovian Aurora Distribution Experiment (JADE) — призначений для дослідження полярного сяйва на Юпітері. Складається з трьох детекторів електронів та одного детектора позитивно заряджених частинок (JEDI)[11].
  - Energetic Particle Detector (JEDI) — прилад, що реєструє енергетичні позитивно заряджені частинки; буде фіксувати розподіл іонів водню, гелію, кисню, сірки та інших над полюсами й поблизу них.
- Radio and Plasma Wave Sensor (WAVES) — радіо-спектрометр для дослідження випромінювання плазми та радіоджерел в області полярного сяйва поблизу магнітних полюсів Юпітера.
- UV spectrograph (UVS) — спектрограф ультрафіолетового випромінювання, — проводитиме картографію джерел ультрафіолетового випромінювання та фіксуватиме їх спектральні особливості; призначений для спектрального спостереження ультрафіолетового випромінювання з ділянок полярного сяйва на Юпітері.

#### Вивчення вулканічної активності
30 грудня 2023 року зонд НАСА «Юнона» здійснив найближчий, за весь час своєї місії, візит до Іо. Апарат пролетів на відстані всього у 1,5 тисячі км від вулканічної поверхні супутника, що став найближчим, за весь час своєї місії, візитом до Іо. За останні 20 років ще жоден космічний апарат не підбирався так близько до Іо.
Для вивчення вулканічної активності Іо космічний зонд «Юнона» обладнаний наступними спеціалізованими приладами:
- Jovian Infrared Auroral Mapper (JIRAM) — прилад, який працює в інфрачервоному діапазоні та призначений для збору теплових сигнатур, що випромінюються вулканами і кальдерами Іо;
- Stellar Reference Unit (Зоряний датчик) — датчик, який призначений для отримання зображення поверхні Іо з найвищою роздільною здатністю на сьогоднішній день;

#### Внутрішня структура
- Gravity Science Experiment (GCE) — шляхом вимірювання гравітаційного поля, побудувати модель розподілу маси у зовнішніх шарах Юпітера.

#### Зйомка поверхні
JunoCam (JCM) — триколірна відеокамера-телескоп, яка працює у діапазоні видимого світла. Вона призначена для навчальних цілей і для ознайомлення широкого загалу з результатами відеозаписів поверхні Юпітера відзнятих з висоти орбіти «Юнони». Унаслідок впливу магнітного поля та жорсткого випромінювання передбачалося, що камера зможе працювати лише впродовж приблизно перших семи обертів «Юнони» навколо планети.

#### Забезпечення енергією
Інтенсивність сонячного світла на Юпітері у 25 разів менша, ніж на Землі. Тому попередні апарати, що досліджували Юпітер, живилися енергією радіоізотопних термоелектрогенераторів з оксидом плутонію-238. На «Юноні» натомість встановлено три високоефективні сонячні батареї розміром ≈ 2 × 9 м, вкриті 18 тисячами сонячних фотоелементів. На орбіті Юпітера вони вироблятимуть потужність близько 400 Вт. «Юнона» стала першим апаратом на сонячних батареях, який перебуває так далеко від Сонця, і першим апаратом такого типу, що вивчає Юпітер. Оскільки апарат живиться лише сонячною енергією, то його панелі завжди буде обернено до Сонця і «Юнона» ніколи не заходитиме в тінь Юпітера.

## Запуск
Зонд масою 3,6 тонни було виведено у космічний простір 5 серпня 2011 року з космодрому на мисі Канаверал ракетою-носієм Atlas V у найпотужнішій конфігурації 551: із п'ятьма твердопаливними прискорювачами та розгінним блоком «Кентавр».
Через велику масу «Юнони» її запустили до Юпітера не безпосередньо, а по складній траєкторії з низкою гравітаційних маневрів.
Плановий час польоту до Юпітера становив 5 років, орієнтовна дата виходу на орбіту — серпень[відсутнє в джерелі] 2016 р. Фактично апарат досяг Юпітера 4 липня 2016 року.

## Хронологія польоту

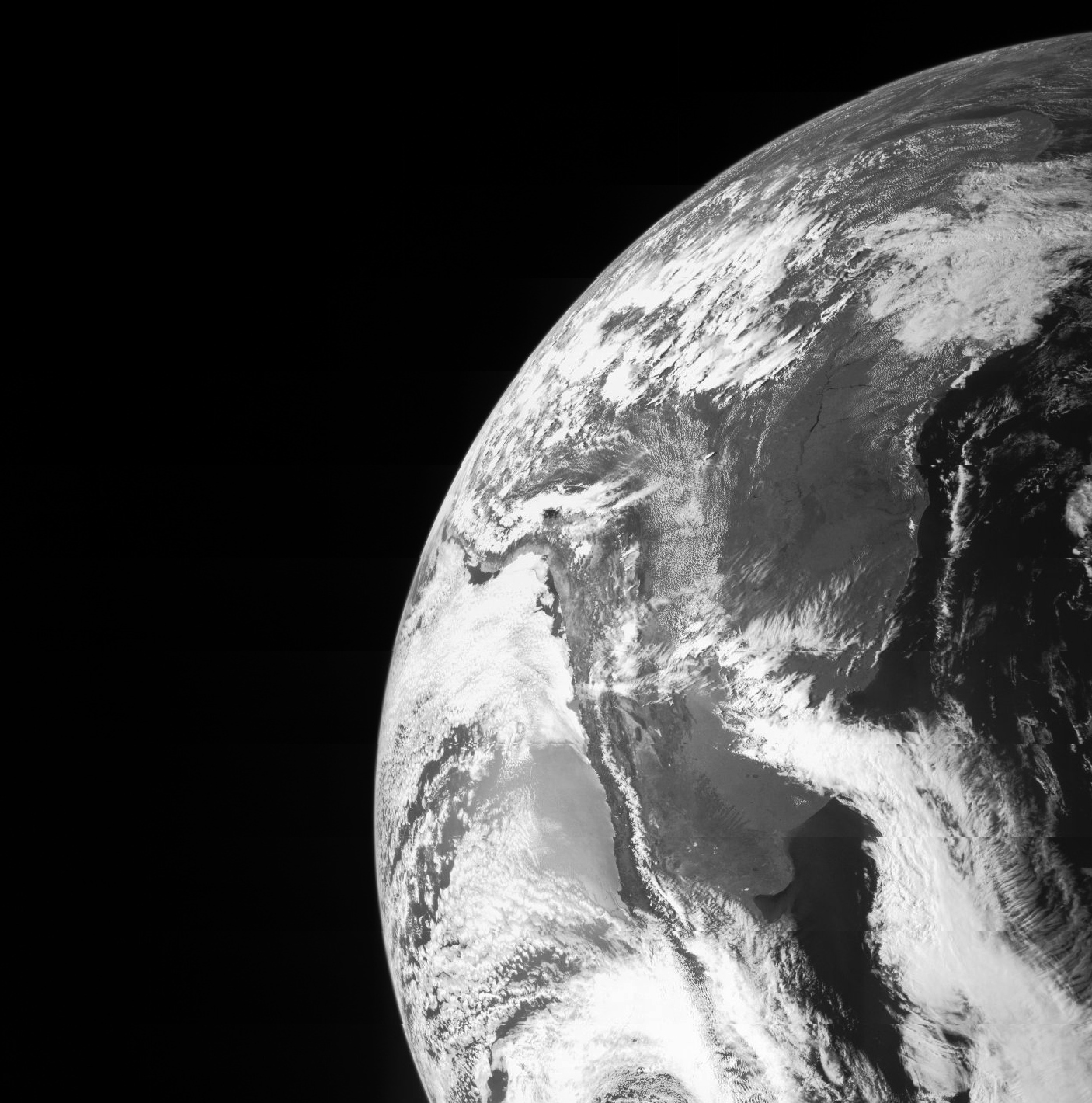
Світлини Південної Америки, зроблений камерою «Юнони», коли вона здійснювала обліт Землі в жовтні 2013 року

30 серпня 2012 року на відстані 483 млн км від Землі була виконана перша корекція траєкторії польоту. Маршовий двигун LEROS-1b було ввімкнено на 29 хвилин 39 секунд, під час маневру було витрачено 376 кілограмів палива.
14 вересня 2012 року, о 15:30 UTC, коли апарат перебував за 480 млн км від Землі, була виконана друга корекція орбіти. Головний двигун пропрацював близько 30 хвилин і витратив 376 кг палива. Після виконання маневру швидкість зонда змінилася на 388 м/с. Обидві корекції були виконані для проведення гравітаційного маневру з обльотом Землі, запланованого на 9 жовтня 2013 року.
До лютого 2013 року апарат подолав відстань в 1 млрд км.[значущість факту?]
17 березня 2013 року «Юнона» перетнула орбіту Марса і попрямувала в напрямку Землі.
З 29 травня 2013 року станція перебувала у фазі польоту, яка отримала назву Inner Cruise 3; вона тривала до листопада 2013 року.
9 жовтня 2013 року «Юнона» здійснила гравітаційний маневр біля Землі за 559 км від її поверхні для прискорення апарата. Збільшення швидкості КА після гравітаційного маневру становило 7,3 км/с; швидкість КА після прискорення склала 40 000 км/год[джерело?]. Також було здійснено тестування наукового обладнання: основні прилади на борту працювали і потім передали інформацію про магнітосферу Землі. Під час заходу в тінь сталася нештатна ситуація: зонд перейшов у так званий «безпечний режим» (safe mode), який передбачає відключення другорядного обладнання. Крім того, апарат автоматично розвернувся так, щоб його сонячні батареї збирали максимальну кількість світла. Перемикання в безпечний режим не вплинуло на траєкторію космічного зонда. Проблему вдалося повністю усунути 17 жовтня. Під час зближення із Землею «Юнона» зробила фотографії узбережжя Південної Америки й Атлантичного океану; також була зроблена світлина Юпітера (на той час відстань до нього становила 764 млн км). Наступні знімки планувалося зробити тільки в липні 2016 року, після виходу зонда на орбіту Юпітера[джерело?].
4 липня 2016 року після складного маневру гальмування «Юнона» вийшла на орбіту Юпітера.
В останні дні серпня 2016 року «Юнона» здійснила проліт на максимально близькій відстані від планети — зонд рухався на відстані 4,2 тисячі км від верхнього шару атмосфери Юпітера. Раніше жоден космічний апарат не підходив так близько до планети під час основного етапу досліджень. На цій початковій орбіті апарат мав перебувати протягом 107 днів (два оберти).
19 жовтня 2016 року «Юнона» мала здійснити останній маневр для виходу на заплановану орбіту. Вмикання двигуна в перийовії мало скоротити період обертання з 53 днів до запланованих 14. Однак двигун не ввімкнувся, оскільки два контрольних гелієвих клапани, які є частиною системи подачі палива для головного двигуна, не працювали належним чином. Щоб уникнути ризику пошкодження обладнання внаслідок вмикання несправного двигуна, НАСА ухвалила рішення залишити апарат на орбіті з періодом 53 доби. Бюджет місії дозволяв експлуатацію до липня 2018 року. На довшій орбіті зонд зазнає́ меншого радіаційного впливу, що було головним обмеженням тривалості роботи апарата.

Фотографії, зроблені під час проходження 26 серпня 2016
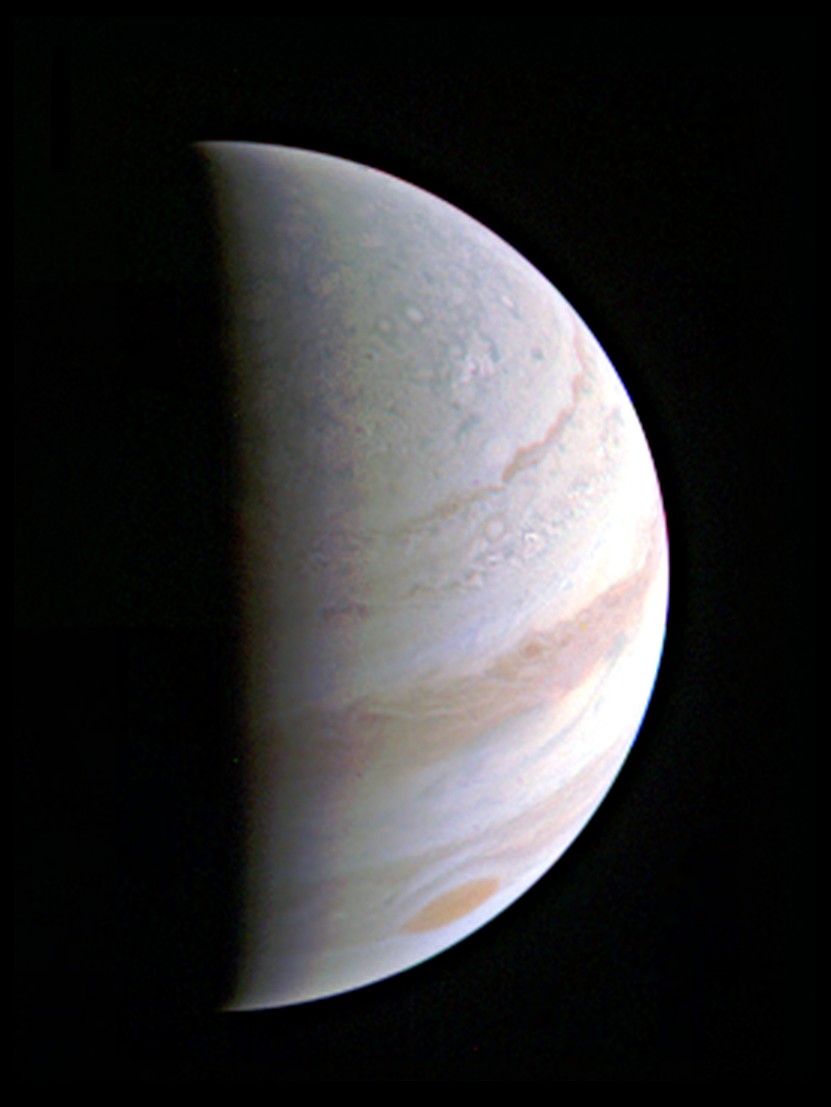
Північний полюс Юпітера.
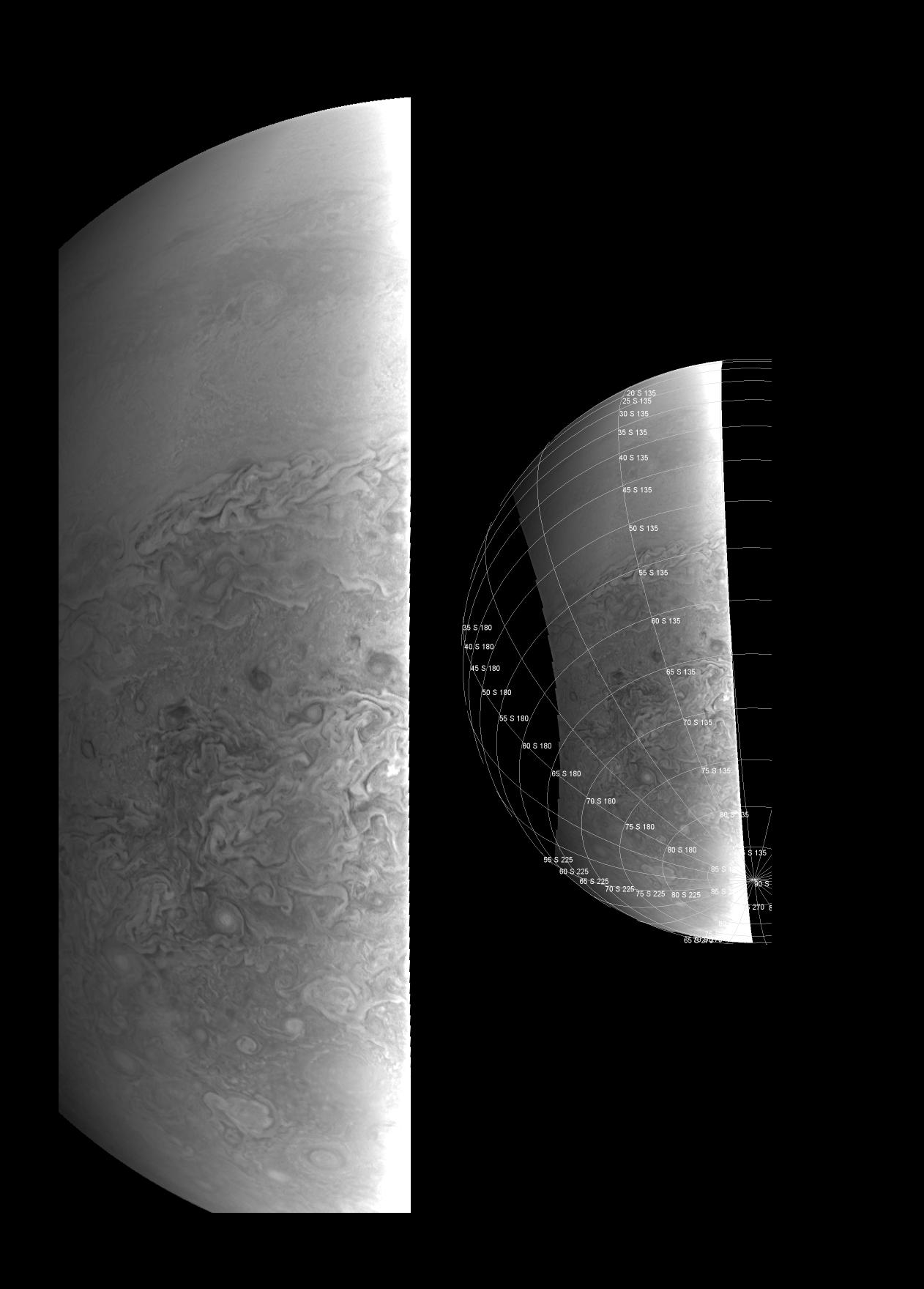
Південний полюс Юпітера
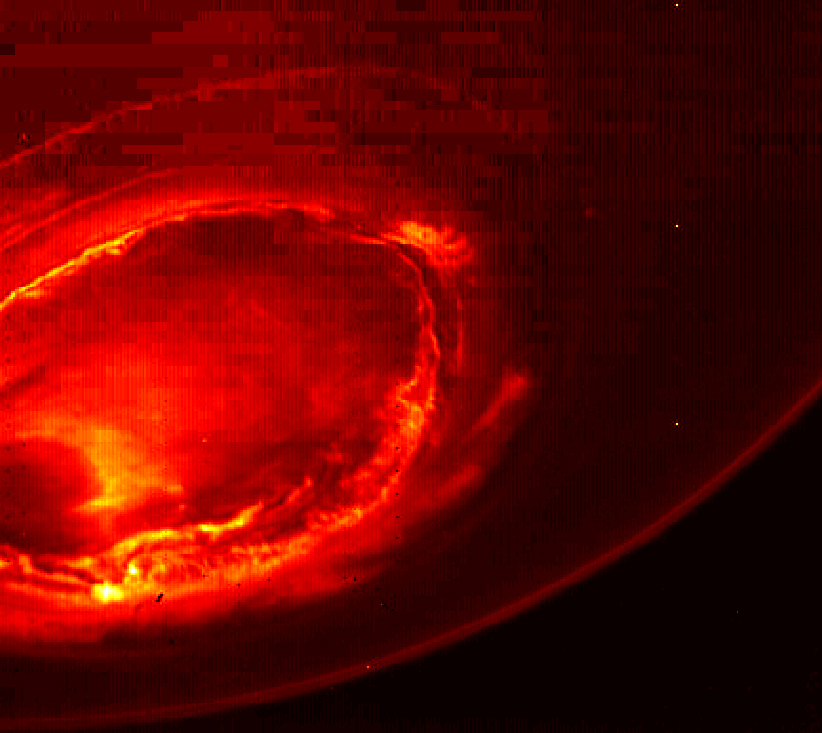
Інфрачервоне зображення полярного сяйва

### Продовження місії
У червні 2018 року NASA розглянула попередні результати місії та питання про її продовження. На той час апарат завершував 13-й оберт, обладнання працювало нормально. Оскільки перебування на довшій орбіті (з періодом обертання 53 доби порівняно з початково запланованим, 14-денним) потребувало більше часу для збирання даних, було ухвалено продовження місії до липня 2021 року. Довша орбіта має деякі переваги, оскільки дає змогу одночасно вивчити й віддалені ділянки магнітосфери Юпітера, зокрема його магнітопаузу. Фінансування передбачено до 2022 року, коли очікується завершення обробки отриманих даних.
У січні 2021 року Аерокосмічне управління США продовжило дослідницьку місію міжпланетної автоматичної станції «Юнона» до вересня 2025 року або до того часу, коли апарат «помре» через сильну радіацію в районі Юпітера. Апарат, який був налаштований під збір даних переважно про газовий гігант (про гравітаційне і магнітне поля, внутрішню будову), досліджуватиме систему Юпітер + його кільця + найбільші Галілеєві супутники. Схвалена розширення місії передбачає 42 додаткових витки навколо Юпітера, включаючи близькі прольоти над його північними полярними циклонами, а також проходи близько Іо, Ганімеда та Європи, і перше велике дослідження слабких кілець планети.
Весь час до ухвалення відповідного рішення на продовження місії зонд NASA «Юнона» продовжував фотографувати погоду Юпітера. Згідно з публікацією в журналі Space, він зафіксував досить вражаюче явище. Саме під час свого 31-го прольоту навколо Юпітера, 31 грудня 2020 року «Юнона» зробила дуже незвичайний знімок зеленуватого світіння від удару блискавки всередині закрученого вихору поблизу північного полюса Юпітера. У той час зонд «Юнона» перебував на висоті лише 32 тис. км над вершинами хмар планети. На початок червня 2023 року «Юнона» вже здійснила 51 близький прохід навколо Юпітера.
15 жовтня 2023 року зонд NASA «Юнона» здійснив чергове зближення з супутником Юпітера Іо та здійснив більше дюжини знімків поверхні супутника з відстані в 11 680 км. Це найчіткіші та найкращі знімки супутника Іо з часів місії Galileo, які були здійснені з відстані вдвічі ближче, ніж до цього.
На початку лютого 2024 року зонд NASA «Юнона» здійснив другий проліт повз супутник Юпітера Іо, зафіксувавши вулканічну активність. «Юнона» пройшла на відстані 1500 кілометрів від поверхні супутника та показав бік Іо, якого не бачили 35 років. Інструмент JunoCam зафіксував активні виверження вулканів, озера лави та високі гірські вершини. Лавові озера, якими усіяна поверхня Іо, більш детально були розглянуті за допомогою інструменту Jovian Infrared Auroral Mapper (JIRAM), проєкт Італійського космічного агентства.
У вересні 2024 року на науковому конгресі Europlanet Science Congress (EPSC), що відбувся у Берліні (Німеччина), було представлено останні зображення високої роздільної здатності, зроблені інструментом JunoCam під час місії NASA Juno, які показали нещодавно утворений вулкан на Іо. Вулкан оточений численними великими потоками лави та навколишніми вулканічними відкладеннями, що охоплюють площу приблизно 112 на 112 миль.